# Klaus Rückert (Psychologe)
Klaus Rückert (* in Wagna, Steiermark) ist Psychologe, Psychoanalytiker, Supervisor, Mediator und Bildungsmanager. Zudem ist Klaus Rückert bekannt als Gründungsmitglied der Österreichischen Vereinigung für Supervision, für die Gründung der Österreichischen Arbeitsgemeinschaft für Sozialtherapie, die Gründung des Wiener Psychoanalytischen Seminars gemeinsam mit Harald Picker, und für die Gründung der ARGE Bildungsmanagement, deren Leiter er seit 23 Jahren ist. 2008 wurde er zum Präsidenten des Verbandes der Erwachsenenbildungsträger Österreichs gewählt. Klaus Rückert lebt in Wien.

## Werdegang
Rückert absolvierte seine Studien in Wien, Salzburg (Igor Caruso) und London (Ronald D. Laing und David Cooper(Antipsychiatrie)) und hielt sich zu Studien zur Erforschung von alternativen Lebensformen in den USA auf.
Danach arbeitete er 10 Jahre lang im Sozialtherapeutischen Institut der Stadt Wien und engagierte sich in der Arbeit mit Randgruppen im Bereich der Resozialisierung straffälliger Jugendlicher und Erwachsener. Er war 20 Jahre lang Leiter des Sozialpädagogischen Instituts der Stadt Wien, verantwortlich für die Aus- und Weiterbildung der Sozialpädagogen. 1987 gründete er die ARGE Bildungsmanagement. Neben seiner intensiven Lehrtätigkeit und der Veranstaltung von Lehrgängen, Fachtagungen und Kongressen, führt er seit 35 Jahren eine
psychotherapeutische Praxis.

## Publikationen
- Mediation. Instrument der Konfliktregelung und Dienstleistung. Hrsg. Gemeinsam mit Gerda Mehta. Falter Verlag, Wien 2008. ISBN 978-3-85439-399-3
- StreitEN KulturEN? Konzepte und Methoden einer kultursensitiven Mediation. Hrsg. Gemeinsam mit Gerda Mehta. Springer, Wien, New York 2004. ISBN 3-211-21104-7
- Mediation und Demokratie. Das Politische an der Mediation. Hrsg. Gemeinsam mit Gerda Mehta. Carl Auer, Heidelberg 2003. ISBN 3-89670-402-8
- Bindungen. Brüche. Übergänge. Beziehungen und ihre Veränderungen in unterschiedlichen Lebensphasen. Hrsg. Gemeinsam mit Gerda Mehta. Falter Verlag, Wien 2002. ISBN 3-85439-275-3